# Colonia San Joaquín
Colonia San Joaquín är en ort i Mexiko.   Den ligger i kommunen Pinos och delstaten Zacatecas, i den centrala delen av landet, 400 km nordväst om huvudstaden Mexico City. Colonia San Joaquín ligger 2 319 meter över havet och antalet invånare är 395.
Terrängen runt Colonia San Joaquín är platt åt sydväst, men åt nordost är den kuperad. Runt Colonia San Joaquín är det ganska glesbefolkat, med 21 invånare per kvadratkilometer. Närmaste större samhälle är Pinos, 6,4 km nordost om Colonia San Joaquín. Omgivningarna runt Colonia San Joaquín är i huvudsak ett öppet busklandskap.